# 費氏深海鰩
費氏深海鰩（學名：Bathyraja fedorovi），為軟骨魚綱鰩目單鰭鰩科深海鰩屬的一種，分布於西北太平洋鄂霍次克海及日本太平洋岸海域，深度447至2025公尺，體長可達73.3公分，棲息在深海沙泥底質海域，為底棲性魚類，卵生，雌魚會產下帶有角的卵囊，屬肉食性，生活習性不明。